# Timothy Cathalina
Timothy Cathalina (Willemstad (Curaçao), 24 januari 1985) is een Curaçaos-Nederlands voormalig profvoetballer die als verdediger speelde.
In de jeugd speelde Cathalina voor VV Zuid Eschmarke, SC Enschede en FC Twente. Van 2005 tot 2009 speelde hij voor AGOVV Apeldoorn in de Eerste divisie. In het seizoen 2009/2010 kwam Cathalina uit voor reeksgenoot FC Emmen. In seizoen 2010/2011 kwam hij uit voor Tranmere Rovers in Engeland in de Football League One. Cathalina speelde in het seizoen 2011/2012 voor Topklasser SV Spakenburg. Nadien speelde Cathalina nog voor de amateurclubs SV de Valleivogels, Apeldoornse Boys en SV Meerkerk.
In 2003 speelde hij eenmaal voor het Nederlands voetbalelftal onder 18.
In 2011 werd hij opgeroepen voor het Curaçaos voetbalelftal. Hij zat op 3 september 2011 op de bank bij de wk-kwalificatiewedstrijd uit bij Antigua en Barbados (5-2 nederlaag) maar debuteerde niet voor Curaçao.

## Clubstatistieken
| Seizoen   | Club            | Duels | Goals |
| --------- | --------------- | ----- | ----- |
| 2005/2006 | AGOVV Apeldoorn | 29    | 2     |
| 2006/2007 | AGOVV Apeldoorn | 25    | 0     |
| 2007/2008 | AGOVV Apeldoorn | 34    | 0     |
| 2008/2009 | AGOVV Apeldoorn | 23    | 3     |
| 2009/2010 | FC Emmen        | 16    | 0     |
| 2010/2011 | Tranmere Rovers | 8     | 0     |
| Totaal    | Totaal          | 134   | 5     |